# Mein kleines Lexikon

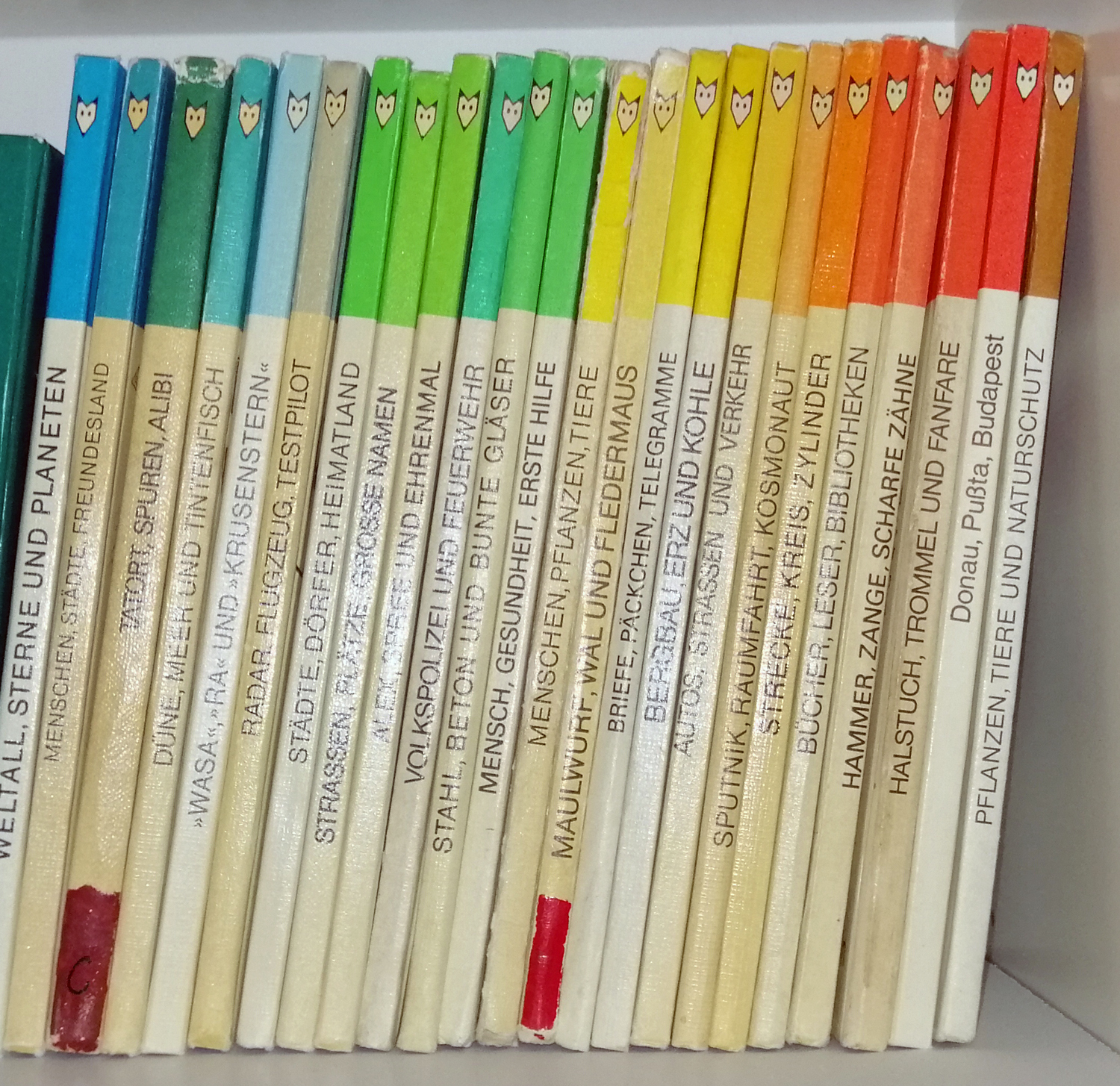
Verschiedene Ausgaben des Lexikons

Mein kleines Lexikon war eine 41 Titel umfassende Kinderbuch-Reihe aus dem Kinderbuchverlag Berlin für Leser ab neun Jahren. Jeder davon behandelte lexikalisch ausführlich nur einen bestimmten Themenbereich.
Die Bücher im Format 16,5 cm × 24 cm hatten einen Hartpappeinband und kosteten 5,80 Mark. Beim letzten herausgegebenen Titel der Reihe Ingwer, Reis und Mahagoni im Jahr 1990 wurde das Format auf 15 cm × 22 cm verkleinert und eine glänzende Oberfläche für den Einband gewählt.

## In der Reihe erschienene Bücher
| Titel                              | Autor                                | Illustrator                                     | Jahr            |
| ---------------------------------- | ------------------------------------ | ----------------------------------------------- | --------------- |
| Alex, Spree und Ehrenmal           | Reimar Dänhardt                      | Karl Fischer                                    | 1979 (1. Aufl.) |
| Autos, Straßen und Verkehr         | Günter Kämpfe                        | Inge u. Rudolf Platzer                          | 1976            |
| Bergbau, Erz und Kohle             | Friedrich Kaden                      | Kurt Völtzke                                    | 1982            |
| Biber, Schwan und Wasserfloh       | Nikolai Ossipow                      | Johannes Breitmeier                             | 1973 (3. Aufl.) |
| Birke, Reh und Schwalbenschwanz    | Juri Dmitrijew                       | Johannes Breitmeier                             | 1975 (3. Aufl.) |
| Briefe, Päckchen, Telegramme       | Rainer Crummenerl                    | Ingolf Neumann                                  | 1983            |
| Bücher, Leser, Bibliotheken        | Hansgeorg Meyer                      | Gisela Wongel                                   | 1976            |
| Donau, Pußta, Budapest             | Günter Domdey & Kurt-Friedrich Nebel | Reinhard Link                                   | 1987 (1. Aufl.) |
| Düne, Meer und Tintenfisch         | Norbert Gierschner                   | Wolfgang Leuck                                  | 1976            |
| E-Lok, Stellwerk, Zahnradbahn      | Karl Rezac                           | Rainer Flieger, Thomas Schallnau, Günter Wongel | 1974            |
| Erde, Klima, Vulkanismus           | Günter Domdey & Kurt-Friedrich Nebel | Karl-Heinz Naujocks                             | 1990 (2. Aufl.) |
| Globus, Heft und Zirkel            | Georgi Jurmin                        | Heinz-Karl Bogdanski                            | 1973            |
| Götter, Helden, Ungeheuer          | Jens Köhn                            | Elfriede und Eberhard Binder                    | 1988            |
| Halstuch, Trommel und Fanfare      | Rudi Chowanetz                       | Elfriede u. Eberhard Binder                     | 1978            |
| Hammer, Zange, scharfe Zähne       | Werner Hirte                         | Günter Wongel                                   | 1973            |
| Ingwer, Reis und Mahagoni          | Annerose und Klaus Klopfer           |                                                 | 1990            |
| Judo, Kegeln, Volleyball           | Dieter Georgi & Reiner Voss          | Klaus Segner, Gruppe 4                          | 1972            |
| Kaltfront, Luftdruck, Wetterkarte  | Helmut Trettin                       | Horst Boche                                     | 1987 (1. Aufl.) |
| Katze, Hund und bunte Fische       | Klaus Wegner                         | Christine Nahser                                | 1981 (2. Aufl.) |
| Maulwurf, Wal und Fledermaus       | Inge Koch                            | Johannes Breitmeier                             | 1984 (2. Aufl.) |
| Menschen, Pflanzen, Tiere          | Manfred Borkowski                    | Manfred Hahn & Kurt Tuma                        | 1976            |
| Menschen, Städte, Freundesland     | Günter Domdey & Kurt-Friedrich Nebel | Lutz Lüders                                     | 1980 (2. Aufl.) |
| Mensch, Gesundheit, erste Hilfe    | Manfred Kurze                        | Konrad Golz                                     | 1975            |
| Panzer, Flugzeug, schnelle Schiffe | Günter Milde                         | Karl Fischer & Heinz Rode                       | 1984            |
| Pflanzen, Tiere und Maschinen      | Gerhard Holzapfel                    | Heinz Handschick                                | 1974            |
| Pflanzen, Tiere und Naturschutz    | Matthias Freude                      | Evelyne Bobbe                                   | 1984            |
| Plastik, Grafik, Malerei           | Wolfgang Hütt                        |                                                 | 1974            |
| Radar, Flugzeug, Testpilot         | Karl Rezac                           | Karl-Heinz Wieland                              | 1974            |
| Schiffe, Häfen, blaue Straßen      | Helmuth Reich                        | Thomas Schallnau                                | 1982            |
| Sputnik, Raumfahrt, Kosmonaut      | Karl Rezac                           | Klaus Segner                                    | 1977            |
| Städte, Dörfer, Heimatland         | Günter Domdey & Kurt-Friedrich Nebel |                                                 | 1975            |
| Stahl, Beton und bunte Gläser      | Werner Hirte                         | Gerd Ohnesorge                                  | 1977            |
| Straßen, Plätze, große Namen       | Helga u. Hansgeorg Meyer             | Konrad Golz                                     | 1973            |
| Strecke, Kreis, Zylinder           | Manfred Rehm                         | Gerd Ohnesorge                                  | 1977            |
| Tatort, Spuren, Alibi              | Rainer Crummenerl                    | Fred Westphal                                   | 1988 (2. Aufl.) |
| Tatra, Prag und Böhmerwald         | Günter Domdey & Kurt-Friedrich Nebel | Gisela Wongel                                   | 1982            |
| Töne, Rhythmus, Instrumente        | Rüdiger Sell                         | Gisela Wongel                                   | 1987            |
| Volkspolizei und Feuerwehr         | Rainer Crummenerl                    | Karl Fischer                                    | 1983 (2. Aufl.) |
| Wasa, Ra und Krusenstern           | Günter Lanitzki                      | Johannes Christian Rost                         | 1988            |
| Weltall, Sterne und Planeten       | Friedrich Kaden                      | Ludwig Winkler                                  | 1976            |
| Zahl, Menge, Gleichung             | Manfred Rehm                         | Rudolf Schultz-Debowski                         | 1973            |